# Siri Májmon
Shiri Maimon vagy Maymon, héberül: שירי מימון (Kiryat Chaim, 1981. május 17. –) izraeli pop / R&B énekesnő, tévéshow műsorvezető és színésznő, aki a Kokhav Nolad (כוכב נולד) tévéműsor második helyezettjeként vált ismertté. Izraelt képviselte a 2005. évi Eurovíziós Dalfesztiválon, ahol negyedik lett.

## Élete

### 1981–2002: Származása, pályakezdése
Maimon az izraeli Haifában született, szefárd zsidó (algériai-zsidó, szír-zsidó és görög-zsidó) származású izraeli szülőktől. Kirjat Haim (קריית חיים) szomszédságában nevelkedett Mazal (מזל) és Natan (נתן) Maimon lányaként, bátyjával, Rami-val, idősebb nővérével, Livnat-val és öccsével, Aszaffal. Héberül a keresztneve azt jelentheti, hogy „énekelj” (felszólító módban, nőnemben), vagy „dalom”.
Maimon tízéves korában debütált, amikor a Fesztivál egyik gyermekeként fellépett a Fesztigálon (פסטיגל), és elénekelte Si Heiman „BeChol Macav” (Bármilyen módon) dalát. 12 éves korában csatlakozott a „Tehila” nevű gyermekzenekarhoz. Maimon többször is műsorvezető volt a közösségi csatornán. A középiskolában szülővárosában az egyik nemzeti ifjúsági szervezet (HaNoar HaOved VeHaLomed) tagja volt. A középiskola elvégzése után katonaként szolgált az izraeli védelmi erőknél, ahol együtt énekelt az izraeli légierő szórakoztató társulatával (ahol először találkozott Cvika Hadarral, aki utóbbi a „Kokhav Nolad” műsor házigazdája lett). 2001-ben a Teapacks zenekar „Ilu hait” (Ha lennél) című videoklipjén szerepelt. Később másfél évig énekesnőként, táncosként és csaposként dolgozott az eilati „Excite” szórakozóhelyén.  Beiratkozott a Beit Zvi előadóművészeti iskolájába, de rövid idő múlva távozott, amikor megtudta, hogy sikeresek voltak a meghallgatásai a „Kokhav Nolad” valóságshow-ba .

### 2003–2004: Áttörés a „Kokhav Nolad”-on
2003-ban Májmon feliratkozott az akkori új „Kokhav Nolad” énekes tehetségkutató műsor első évadának meghallgatásaira (Tzvika Hadar, a műsor házigazdája és a meghallgatási szakasz egyik bírája, elállt az esedékes meghallgatás elbírálásától, előző ismeretségükhöz). Továbbjutott a meghallgatásokon, és bejutott a show csapatba. A show head-to-head szakaszában Maimon elénekelte Rita „Atuf BeRahamim” (Covered With Mercy)  című dalát, és továbbjutott az elődöntőbe. Maimon részt vett az első elődöntőben, ahol elénekelte Amir Benayoun „Kse'at Acuva” című dalát (Amikor szomorú vagy), és elnyerte az első helyet, amely biztosította részvételét a döntőben. A nicanimi zenei fesztiválon lezajlott nagy döntőben Májmon elénekelte a Dana International „Don Quijote” című dalát, és a második helyen végzett, több mint 400 000 szavazattal.
A műsor nagy népszerűségre tett szert az izraeli közönség körében, és a műsor számos előadását, beleértve Májmont is, intenzíven játszották a rádióban. A három döntős, Maimon is, nyilvánosságot és hatalmas sajtónyilatkozatot szerzett, amelynek eredményeként áttörést értek el az izraeli zeneiparban.
2003 decemberében Maimon debütáló albumán dolgozik, és házigazdaként csatlakozott Izrael egyik legnépszerűbb ifjúsági tévéprogramjához, az EXIT-hez. Az egyik fő műsorvezető volt, amíg 2005 októberében lemondott a show-ról.
2004-ben Maimon Ran Dankerrel felvett egy duettet: „Kama Koakh Yes LeLev Shavur” (Mennyi erő van egy megtört szívvel; a „La fuerza corazón” héber változata) a film héber változatának filmzene részeként: „El Cid: A legenda”.
Ugyanebben az évben Maimon együttműködött Slomi Sabattal, amikor együtt felléptek egyik caesarea-i műsorában, egyik dalát duettként, a "Bechol Makom" (Bárhol) énekelték. Az élő előadást a rádióban játszották, és több Sabat CD-n és DVD-n is kiadták.
2004 novemberében Maimon kiadta első kislemezét, az „Ad SeTavin Oti” -t (Amíg megértesz engem), miközben debütáló albumán dolgozott. A kislemez átlagos sikert aratott a rádiólistákon.
2004 decemberében részt vett az eredeti izraeli „Mamma Mia” zenés színházban.

### 2005–2007: Eurovízió ésSiri Májmon
2005-ben Maimont felajánlották, hogy vegyen részt az izraeli Eurovíziós válogató show-n , a Kdam Eurovízión . Maimon a második kislemezével, a HaSeket SeNis'ar (The Silence That Remains) nevével döntött, amelyet február 15-én adtak ki a rádióba, a többi versengő dal mellett. Március 2-án Maimon elsöprő győzelemmel elnyerte a verseny első helyét, a 120 lehetségesből 116 pontot nyert, és Izrael képviselője lett a 2005. évi kijevi Eurovíziós Dalfesztiválon. Maimon egy videoklipet készített a dalhoz, amelyet a „Testőr” című film ihletett . Kezdetben az izraeli zenecsatorna sok rejtett reklámja miatt megakadályozták a zenei videó sugárzását. Májmon vezetői finanszírozási nehézségekkel magyarázták a sok rejtett hirdetés okát, mivel az IBA hálózat nem volt hajlandó részt venni a zenei videó finanszírozásában. A videoklip végül külön engedélyt kapott a csatornán való közvetítésre. Újabb vita történt, amikor egy névtelen művész szerzői jogokat követelt a dal összeállításával kapcsolatban. A művész a bíróság elrendelését kérte annak megakadályozása érdekében, hogy a dalt eljuttassák az Eurovízióra. A bíróság elutasította a művész beadványát, és a konfliktust később olyan megállapodással rendezték, amelynek részletei a nyilvánosság számára ismeretlenek. Az Eurovízióra való felkészülés közben Maimon felvette a dal angol nyelvű változatát „Time To Say Goodbye” néven. Maimon végül úgy döntött, hogy félig héberül, félig angolul adja elő a dalt az Eurovíziós színpadon. Az alacsony fogadási esélyek ellenére Maimon a hetedik helyet szerezte meg a május 19-én rendezett elődöntőben, és bejutott a döntőbe. A május 21-én megrendezett döntőben negyedik helyezést ért el a versenyen, 154 pontot szerezve.
Maimon részvétele az Eurovízión nagy figyelmet kapott az izraeli nyilvánosság részéről. A döntőre való kvalifikációját és végeredményét intenzíven tudósította az izraeli hírmédia, teljesítménye dicséretes kritikákat kapott az izraeli közönség részéről. Az 1999-es Eurovízió kivételével (amelyet Jeruzsálemben, Izraelben rendeztek) Maimon teljesítménye az Eurovízióban a legmagasabb besorolást érte el az Izraelben sugárzott Eurovízióról az ország minősítésének kezdete óta (1998 februárjában), elérve a 47,9% -ot a csúcson. Ezenkívül a " HaSeket SeNis'ar " Reshet Gimmel és más rádióállomások év végi listáján ("Az év dala") az 1. helyen szerepelt. 2006 elején a dalt 2005-ben is az izraeli rádió legtöbbet játszott dalának nyilvánították. Maimon fellépése az Eurovízión segített abban, hogy nyilvánosságról alkotott képe a valóságshow-hírességtől komoly énekesnővé váljon, és zenei pozícióját az izraeli zeneiparban alapozta.
2005 márciusában, röviddel azután, hogy Izrael képviselője lett az Eurovízión, Maimont úgy választották, hogy énekelje az izraeli himnuszt az Írország elleni világbajnokság kvalifikációs mérkőzése előtt.
2005 júliusában, két hónappal az Eurovízión való részvétel után Maimon kiadta harmadik kislemezét, az „Ahava Ktana”-t (Egy kis szerelem), amely nagy sikert aratott a rádiólistákon.
2005 augusztusában Maimon fellépett a „Kokhav Nolad” harmadik évadjának fináléjában, és újra találkozott a show 8 többi döntősével, a HaSeket SeNis'ar és az Ahava Ktana vegyes énekét énekelve.
2005 szeptemberében Maimon kiadta névadó debütáló albumát, a Siri Májmont. 2006 februárjában, új bemutató turnéjának indító eseményén Maimon aranylemez-díjat kapott, miután az album arany lett, és több mint 20 000 példányban kelt el.
Maimon elnyerte az „Év embere a zenében” díjat az „Év személyei” díjátadón. Maimon elnyerte az „Év énekese” címet is Reset Gimmel és más rádióállomások év végi listáján.
2005 októberében Maimon kiadta negyedik kislemezét, a „Kama Pe'amim”-t (How Many Times), amely nagy sikert aratott a rádiólistákon .
Szintén 2005 októberében Maimon lemondott az EXIT népszerű, napi ifjúsági tévéműsor bemutatásáról, ahol majdnem két éve az egyik fő műsorvezető volt.
2005 decemberében Maimon másodszor vett részt a Festigálon, ezúttal vendégcsillagként, a "Gibor Al HaOlam" (A hős a világon; a " Hero out of Hero " héber változata) főcím dalainak eléneklésével., valamint 3 albumának dala – " HaSheket SheNish'ar ", " Ahava Ktana " és " Le'an SheLo Telchi ".
2006 januárjában Maimon kiadta ötödik kislemezét, a " Le'an SheLo Telchi " -et (bárhová mész ), amely nagy sikert aratott a rádiólistákon .
2006 márciusában Maimon feltűnt a Jeladot Ra'ot (Rossz lányok) szappanoperában az izraeli zenecsatornán, ahol Maya Gold, egy tehetséges énekes és lemezsztár szerepét játszotta, aki megpróbálta egyensúlyba hozni karrierjét és szerelmi életét a drogfüggő testvéréről való törődéssel.
Szintén 2006 márciusában Maimon vendégszerepelt a <i id="mwjw">Kdam Eurovízió</i> 2006-ban, mint előző év győztese, énekelve a „Le'an SeLo Telchi” -t (Henree Drum Machine Mix változatában).
2006 májusában a Habima színházban kezdett el játszani egy izraeli „HaLehaka” (A zenekar) kultikus film zenei változatában. Noa szerepét játszotta, eredetileg Dafna Armoni alakította. A musical 2007 novemberében zárult, mintegy 200 előadás és 100 000 néző után.
2006 szeptemberében megjelent a „No Exit” című film, amelyben Maimon és a többi műsorvezető szerepelt az „Exit” szerepében.
2007 júniusában Maimon a Jeruzsálemi Szimfonikus Zenekarral lépett fel Elvis Presley és Frank Sinatra tisztelgő koncertjén. Elénekelte Presley és Sinatra dalait, valamint három saját dalát.
Második albumának első kislemeze 2007 decemberében jelent meg „Yoter Tov Lisloach” (Jobb megbocsátani) címmel, és nagy sikert aratott a rádiós toplistákon.

### 2008–2009:Réga Lifnej Se ...és az MTV Music Awards
2008-ban Maimon elnyerte a legjobb izraeli színművet és fellépett az MTV Europe Music Awards-on, ahol szintén jelölték Európa kedvenc fellépésének . 2013 júniusában Maimon az X Faktor Israel első évadának egyik bírája lett.  A második és a harmadik évadban folytatta szerepét. 2018-ban kiderült, hogy Maimon elhagyja a műsort a rivális hálózati show, a Rising Star Israel javára.
2012 augusztusában Maimon kiadta új szólóalbumát, a „Seleg BaSarav” -ot (Hó a kánikulában).

### 2013– jelen
2018 szeptemberében Maimon két hétig együtt dolgozott a Broadway Chicago zenei produkciójának szereplőivel, Roxie Hart szerepében. A műsor 9 napos időszak alatt 16 eljegyzésre utazott Izraelbe.
2011-ben ment feleségül izraeli barátjához, Yoni Rajuan-t. Két fiuk van, és az izraeli Tel Mondban laknak.
Portugál útlevéllel is rendelkezik. 

## Diszkográfia
- Shiri Maimon (2005)
- Rega Lifney She. . . (Csak mielőtt ...) (2008)
- Standing on my Own (2008)
- Ha'mofa Ha'meshutaf (A közös kiállítás) (2011)
- Sheleg Ba'sharav (Hó a kánikulában ) (2012)